# Mittelmeerspiele 1983/Rugby Union
Bei den IX. Mittelmeerspielen in der marokkanischen Stadt Casablanca wurde ein Rugby-Union-Turnier ausgetragen. Es fand vom 7. bis 13. September 1983 statt, Austragungsort war das Stade du C.O.C.
Rugby Union stand zum dritten Mal auf dem Programm der Mittelmeerspiele. Am Turnier nahmen vier Mannschaften teil; es handelte sich einerseits um die Nationalmannschaften des Gastgebers Marokko sowie von Italien und Spanien, andererseits trat Frankreich mit einer schwächer besetzten Auswahl an und wertete die Partien daher nicht als vollwertige Test Matches.
Es wurde eine einzige Runde mit je einer Partie zwischen allen vier Mannschaften ausgetragen.

## Tabelle
|    | Land          | Spiele | Siege | Unent. | Ndlg. | Spiel- punkte | Diff. | Punkte |
| -- | ------------- | ------ | ----- | ------ | ----- | ------------- | ----- | ------ |
| 1. | Frankreich XV | 3      | 3     | 0      | 0     | 111:27        | + 84  | 6      |
| 2. | Italien       | 3      | 2     | 0      | 1     | 54:44         | + 10  | 4      |
| 3. | Marokko       | 3      | 1     | 0      | 2     | 34:43         | − 9   | 2      |
| 4. | Spanien       | 3      | 0     | 0      | 3     | 12:97         | − 85  | 0      |

## Spiele
| 7. September 1983 | Italien | 27 : 9 | Spanien | Stade du C.O.C, Casablanca |
| 7. September 1983 | Bericht |        |         | Stade du C.O.C, Casablanca |

| 8. September 1983 | Marokko | 15 : 25 | Frankreich XV | Stade du C.O.C, Casablanca |
| 8. September 1983 | Bericht |         |               | Stade du C.O.C, Casablanca |

| 10. September 1983 | Marokko | 9 : 15 | Italien | Stade du C.O.C, Casablanca |
| 10. September 1983 | Bericht |        |         | Stade du C.O.C, Casablanca |

| 10. September 1983 | Frankreich XV | 60 : 0 | Spanien | Stade du C.O.C, Casablanca |
| 10. September 1983 |               |        |         | Stade du C.O.C, Casablanca |

| 13. September 1983 | Marokko | 10 : 3 | Spanien | Stade du C.O.C, Casablanca |
| 13. September 1983 |         |        |         | Stade du C.O.C, Casablanca |

| 13. September 1983 | Frankreich XV | 26 : 12          | Italien                     | Stade du C.O.C, Casablanca Schiedsrichter: Bel Baraka (Marokko) |
| 13. September 1983 | Versuche: Bélascain Berbizier Blanco Camberabero Erhöhungen: Blanco (2) Straftritte: Blanco Dropgoals: Camberabero | (12 : 6) Bericht | Straftritte: Bettarello (4) | Stade du C.O.C, Casablanca Schiedsrichter: Bel Baraka (Marokko) |